# Degeneria vitiensis
Degeneria vitiensis is een boomsoort die alleen in Fiji voorkomt en is door de Amerikaanse botanicus Otto Degener ontdekt: het geslacht Degeneria is naar hem vernoemd.
Er zijn twee Degeneria-soorten die samen de familie Degeneriaceae vormen. Degeneria vitiensis wordt traditioneel als primitief beschouwd: de bloemen hebben een bloemdek met een groot aantal tepalen. Het APG II-systeem geeft het een plaats tussen de primitieve bedektzadigen, namelijk in de orde Magnoliales. Zoals weergegeven in de 23e druk van de Heukels' Flora van Nederland, hoort deze orde tot de Magnoliiden, dus is geen 'nieuwe' Tweezaadlobbige.

## Websites
- Degeneriaceae Masiratu. foto van bloem en beginnende vrucht